# Murrumbateman
Murrumbateman – miasto w Australii, w stanie Nowa Południowa Walia.